# Рамакиен
Рамакиен (тайск. รามเกียรติ์) — тайский национальный эпос, происходящий от индийской поэмы Рамаяна. В настоящее время существует в трёх версиях, более старые версии были уничтожены во время падения Аюттхаи, столицы тайского государства, в 1767 году. Из существующих версий древнейшая была составлена в 1797 году по приказу и при деятельном участии короля Рамы I, который сам написал часть стихов.
Сюжет Рамакиен повторяет сюжет Рамаяны, однако большая часть деталей, в том числе бытовые и географические, перенесены в тайский контекст.
На стенах Ват Пхра Кео в Бангкоке изображены сцены из Рамакиен (более ста сцен).

## История

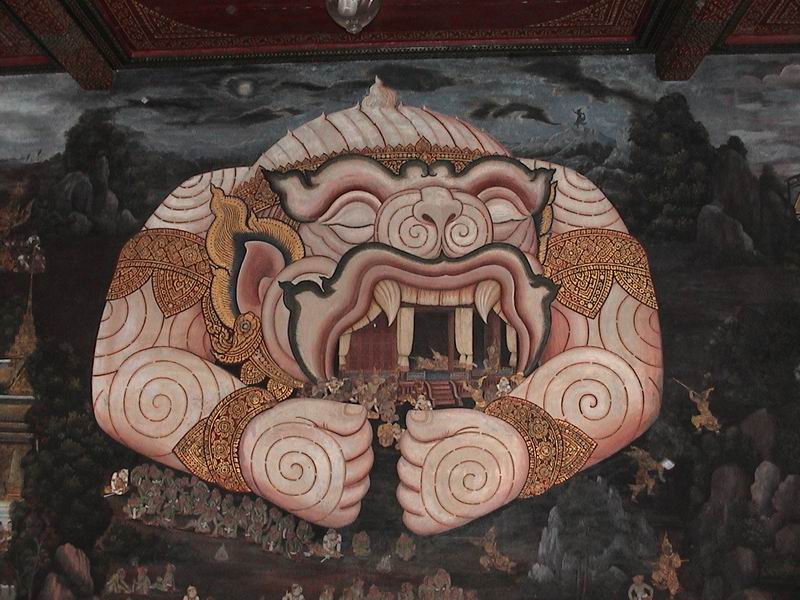
Хануман увеличивается в размере, чтобы защитить шатер Рамы. Фреска из храма Ват Пхра Кео в Бангкоке.

Рамаяна, написанная не позже IV века до н. э., была распространена в Юго-Восточной Азии тамильскими купцами, торговавшими с кхмерскими государствами (в частности, Фунань) и Шривиджаей. В конце I тысячелетия эпос уже вошёл в тайскую культуру. Старейшие источники на тайском языке, относящиеся к XIII веку (Сукхотайский период), включают сюжеты из Рамаяны. История рассказывалась в театре теней, заимствованном из Индонезии, персонажи изображались в виде кожаных марионеток, создававших тени. Тайские версии сюжета были впервые записаны в начале XVIII века, в аюттхайский период истории Таиланда. Эти версии были утеряны при падении Аюттхаи, и в 1797 году была составлена версия короля Рамы I. Она до сих пор считается шедевром тайской литературы и изучается в школах.

## Переводы
На русский язык поэма не переводилась.
На английский язык поэма была переведена в сокращении (M. L. Manich Jumsai).
После возвращения бирманцев из Аюттхаи поэма распространилась также в Бирме. Так, при дворе было устроено театральное представление по Рамакиен, а поэт У Тоу в 1784 году создал поэму «Яган о Раме» на основе Рамакиен.